# Eupithecia oculata
Eupithecia oculata là một loài bướm đêm trong họ Geometridae.